# Distrito de Waldenburg
Waldenburg é um distrito da Suíça, localizado no cantão de Basileia-Campo. Tem 104,93 km² de área e sua população em 2020 foi estimada em 16.119 habitantes. Sua sede é a comuna de Waldenburg.

## Comunas
Waldenburg está composto por um total de 15 comunas:
| Comuna      | População (31 de março de 2020) | Área, km² |
| ----------- | ------------------------------- | --------- |
| Arboldswil  | 571                             | 3.48      |
| Bennwil     | 683                             | 6.51      |
| Bretzwil    | 749                             | 7.33      |
| Diegten     | 1.623                           | 9.64      |
| Eptingen    | 530                             | 11.19     |
| Hölstein    | 2.569                           | 6.02      |
| Lampenberg  | 515                             | 4.00      |
| Langenbruck | 958                             | 15.69     |
| Lauwil      | 317                             | 7.27      |
| Liedertswil | 154                             | 1.94      |
| Niederdorf  | 1.850                           | 4.41      |
| Oberdorf    | 2.460                           | 6.19      |
| Reigoldswil | 1.580                           | 9.25      |
| Titterten   | 425                             | 3.71      |
| Waldenburg  | 1.135                           | 8.30      |
| Total       | 16.119                          | 104.93    |